# Jérémy Lauzon
Jérémy Lauzon, född 28 april 1997, är en kanadensisk professionell ishockeyback som spelar för Nashville Predators i NHL.
Han har tidigare spelat på NHL-nivå för Seattle Kraken och Boston Bruins och på lägre nivåer för Providence Bruins i American Hockey League (AHL) och Huskies de Rouyn-Noranda i Ligue de hockey junior majeur du Québec (LHJMQ).
Lauzon draftades i andra rundan i 2015 års draft av Boston Bruins som 52:a spelare totalt.

## Statistik
LHEQ = Ligue de Hockey d'Excellence du Québec
| 2010–2011    | Filon de L'Abitibi-Est   | LHEQ         | 23  | 1  | 5  | 6   | 16  | —  | — | —  | —  | —  |
| 2011–2012    | Filon de L'Abitibi-Est   | LHEQ         | 16  | 3  | 3  | 6   | 4   | 3  | 0 | 3  | 3  | 2  |
| 2012–2013    | Forestiers d'Amos        | LHMAAAQ      | 41  | 4  | 11 | 15  | 52  | —  | — | —  | —  | —  |
| 2013–2014    | Huskies de Rouyn-Noranda | LHJMQ        | 55  | 5  | 11 | 16  | 64  | 9  | 2 | 2  | 4  | 4  |
| 2014–2015    | Huskies de Rouyn-Noranda | LHJMQ        | 60  | 15 | 21 | 36  | 88  | —  | — | —  | —  | —  |
| 2015–2016    | Huskies de Rouyn-Noranda | LHJMQ        | 46  | 10 | 40 | 50  | 80  | 9  | 1 | 7  | 8  | 8  |
| 2016–2017    | Huskies de Rouyn-Noranda | LHJMQ        | 39  | 5  | 23 | 28  | 50  | 13 | 5 | 9  | 14 | 22 |
| 2017–2018    | Providence Bruins        | AHL          | 52  | 1  | 6  | 7   | 38  | 4  | 0 | 0  | 0  | 2  |
| 2018–2019    | Boston Bruins            | NHL          | 1   | 0  | 0  | 0   | 0   | —  | — | —  | —  | —  |
|              | Providence Bruins        | AHL          | 6   | 1  | 3  | 4   | 8   | —  | — | —  | —  | —  |
| NHL totalt   | NHL totalt               | NHL totalt   | 1   | 0  | 0  | 0   | 0   | —  | — | —  | —  | —  |
| AHL totalt   | AHL totalt               | AHL totalt   | 58  | 2  | 9  | 11  | 46  | 4  | 0 | 0  | 0  | 2  |
| LHJMQ totalt | LHJMQ totalt             | LHJMQ totalt | 200 | 35 | 95 | 130 | 282 | 31 | 8 | 18 | 26 | 34 |

### Internationellt
| Källa: Uppdaterad: 2018-10-26 | Källa: Uppdaterad: 2018-10-26 | Källa: Uppdaterad: 2018-10-26 |         | Utv = Utvisningsminuter | Utv = Utvisningsminuter | Utv = Utvisningsminuter | Utv = Utvisningsminuter | Utv = Utvisningsminuter |
| År                            | Lag                           | Mästerskap                    | Matcher | Mål                     | Assists                 | Poäng                   | Utv                     |                         |
| ----------------------------- | ----------------------------- | ----------------------------- | ------- | ----------------------- | ----------------------- | ----------------------- | ----------------------- | ----------------------- |
| 2017                          | Kanada                        | JVM                           | 7       | 1                       | 2                       | 3                       | 2                       |                         |
| Junior totalt                 | Junior totalt                 | Junior totalt                 | 7       | 1                       | 2                       | 3                       | 2                       |                         |